# Ideoroncus procerus
Espèce
Ideoroncus procerus est une espèce de pseudoscorpions de la famille des Ideoroncidae.

## Distribution
Cette espèce est endémique de Santa Catarina au Brésil,. Elle se rencontre vers Seara.

## Description
Le mâle holotype mesure 2 mm.

## Publication originale
- Beier, 1974 : Brasilianische Pseudoscorpione aus dem Museum in Genf. Revue Suisse de Zoologie, vol. 81, no 4, p. 899-909 (texte intégral).